# Megopis bowringi
Megopis bowringi là một loài bọ cánh cứng trong họ Cerambycidae.